# Gennaro Astarita
Gennaro Astarita (Nápoles, 1745-Rovereto, 18 de diciembre de 1805) fue un compositor italiano, miembro de la escuela napolitana de ópera. 

## Biografía
Empezó su trabajo como compositor de ópera en 1765 en colaboración con Niccolò Piccinni con la ópera La orfana insidiata. Después puso en escena Il corsaro algerino (1765) y Tra i due litiganti il terzo gode (1766). En 1770 fue nombrado maestro de capilla en Nápoles, cuando compuso para la ocasión L'astuta cameriera. En 1779 fue a Venecia para acabar una ópera de Tommaso Traetta, Gli eroi dei Campi Elisi. En 1780 se trasladó a Bratislava para representar las óperas La Didone abbandonata, Il trionfo della Pietà y L'isola disabitata. Viajó tres veces a Rusia, donde se representaron con éxito muchas de sus obras. Murió en 1803, probablemente cuando volvía hacia Italia desde Rusia. Compositor de estilo similar al de Pasquale Anfossi, en su tiempo consiguieron obtener una gran cantidad de elogios, en gran parte a causa de sus exitosas arias.

## Óperas
- Il corsaro algerino (ópera bufa, libreto de Giuseppe Palomba, 1765, Nápoles)
- L'astuta cameriera (dramma giocoso, 1770, Turín)
- Gli amanti perseguitati (ópera semiseria, 1770, Turín)
- Il re alla caccia (1770, Turín)
- La critica teatrale (ópera bufa, libreto de Ranieri de' Calzabigi, 1771, Turín)
- La contessa di Bimbimpoli (Il divertimento in campagna) (dramma giocoso, libreto de Giovanni Bertati, 1772, Venecia)
- L'avaro in campagna (dramma giocoso, libreto de Giovanni Bertati, 1772, Turín)
- La contessina (dramma giocoso, libreto de Marco Coltellini, 1772, Livorno)
- L'isola disabitata e Le cinesi (drammi per musica, libreto de Pietro Metastasio, 1773, Florencia)
- Le finezze d'amore, o sia La farsa non si fa, ma si prova (farsa, libreto de Giovanni Bertati, 1773, Venecia)
- Li astrologi immaginari (dramma giocoso, 1774, Lugo)
- Il marito che non ha moglie (dramma giocoso, libreto de Giovanni Bertati, 1774, Venecia)
- Il principe ipocondriaco (dramma giocoso, libreto de Giovanni Bertati, 1774, Venecia)
- La villanella incostante (dramma giocoso, 1774, Cortona)
- Il mondo della luna (dramma giocoso, libreto de Carlo Goldoni, 1775, Venecia)
- Li sapienti ridicoli, ovvero Un pazzo ne fa cento (dramma giocoso, libreto de Giovanni Bertati, 1775, Praga)
- L'avaro (dramma giocoso, libreto de Giovanni Bertati, 1776, Ferrara)
- Armida (ópera seria, libreto de Giovanni Ambrogio Migliavacca, 1777, Venecia)
- La dama immaginaria (dramma giocoso, libreto de Pier Antonio Bagliacca, 1777, Venecia)
- L'isola del Bengodi (dramma giocoso, libreto de Carlo Goldoni, 1777, Venecia)
- Il marito indolente (dramma giocoso, 1778, Bolonia)
- Le discordie teatrali (dramma giocoso, 1779, Florencia)
- Il francese bizzarro (dramma giocoso, 1779, Milán)
- Nicoletto bellavita (ópera bufa, 1779, Treviso)
- La Didone abbandonata (ópera seria, libreto de Pietro Metastasio, 1780, Bratislava)
- Il diavolo a quattro (farsa, 1785, Nápoles)
- I capricci in amore (dramma giocoso, 1787, San Petersburgo)
- Il curioso accidente (dramma giocoso, libreto de Giovanni Bertati, 1789, Venecia)
- Ipermestra (ópera seria, libreto de Pietro Metastasio, 1789, Venecia)
- L'inganno del ritratto (dramma giocoso, 1791, Florencia)
- La nobiltà immaginaria (intermezzo, 1791, Florencia)
- Il medico parigino o sia L'ammalato per amore (dramma giocoso, libreto de Giuseppe Palomba, 1792, Venecia)
- Le fallaci apparenze (dramma giocoso, libreto de Giovanni Battista Lorenzi, 1793, Venecia)
- Rinaldo d'Asti (ópera bufa, libreto de Giuseppe Carpani, 1796, San Petersburgo)
- Gl'intrighi per amore (ópera bufa, 1796, San Petersburgo)